# Kamieniołom na Górze Zborów
Kamieniołom na Górze Zborów – nieczynny kamieniołom u północno-zachodnich podnóży Góry Zborów w miejscowości Kroczyce w województwie śląskim, w powiecie zawierciańskim, w gminie Kroczyce. Jego wyrobisko pod względem geograficznym znajduje się na Wyżynie Mirowsko-Olsztyńskiej, będącej częścią Wyżyny Częstochowskiej w obrębie Wyżyny Krakowsko-Częstochowskiej, pomiędzy Kruczymi Skałami i Dwoistą Basztą.
Obszar kamieniołomu znajduje się w granicach rezerwatu przyrody Góra Zborów. Jest to najbardziej przez ludzi przekształcony fragment rezerwatu. W czasie II wojny światowej Niemcy uruchomili tutaj kamieniołom wapieni, które wykorzystywano m.in. do budowy drogi z Żarek do Kroczyc. Podczas eksploatacji skał odsłonięto środkową część Jaskini Gębokiej, która wskutek eksploatacji kamieni uległa zniszczeniu. Pierwotnie Jaskinia Głęboka miała dwa otwory wejściowe, ale wskutek eksploatacji uległa podzieleniu na dwie części, ponadto na jej dnie powstały wyrobiska. Wskutek eksploatacji wapienia poza obszarem jaskini powstało wyrobisko o płaskim dnie i pionowej ściana zwanej Granią nad Kamieniołomem. Jej położenie podaje tablica zamontowana przy wejściu do rezerwatu.
Obok wyrobiska kamieniołomu do Jaskini Głębokiej prowadzi ścieżka dydaktyczna mająca początek przy Centrum Dziedzictwa Przyrodniczego i Kulturowego Jury w Podlesicach. Tą samą ścieżką prowadzą także dwa szlaki turystyczne:
 Szlak Orlich Gniazd: Góra Janowskiego – Podzamcze – Karlin – Żerkowice – Morsko – Góra Zborów – Zdów-Młyny – Bobolice – Mirów – Niegowa.
 Szlak Rzędkowicki: Mrzygłód – Myszków – Góra Włodowska – Rzędkowickie Skały – Góra Zborów (parking u stóp góry).

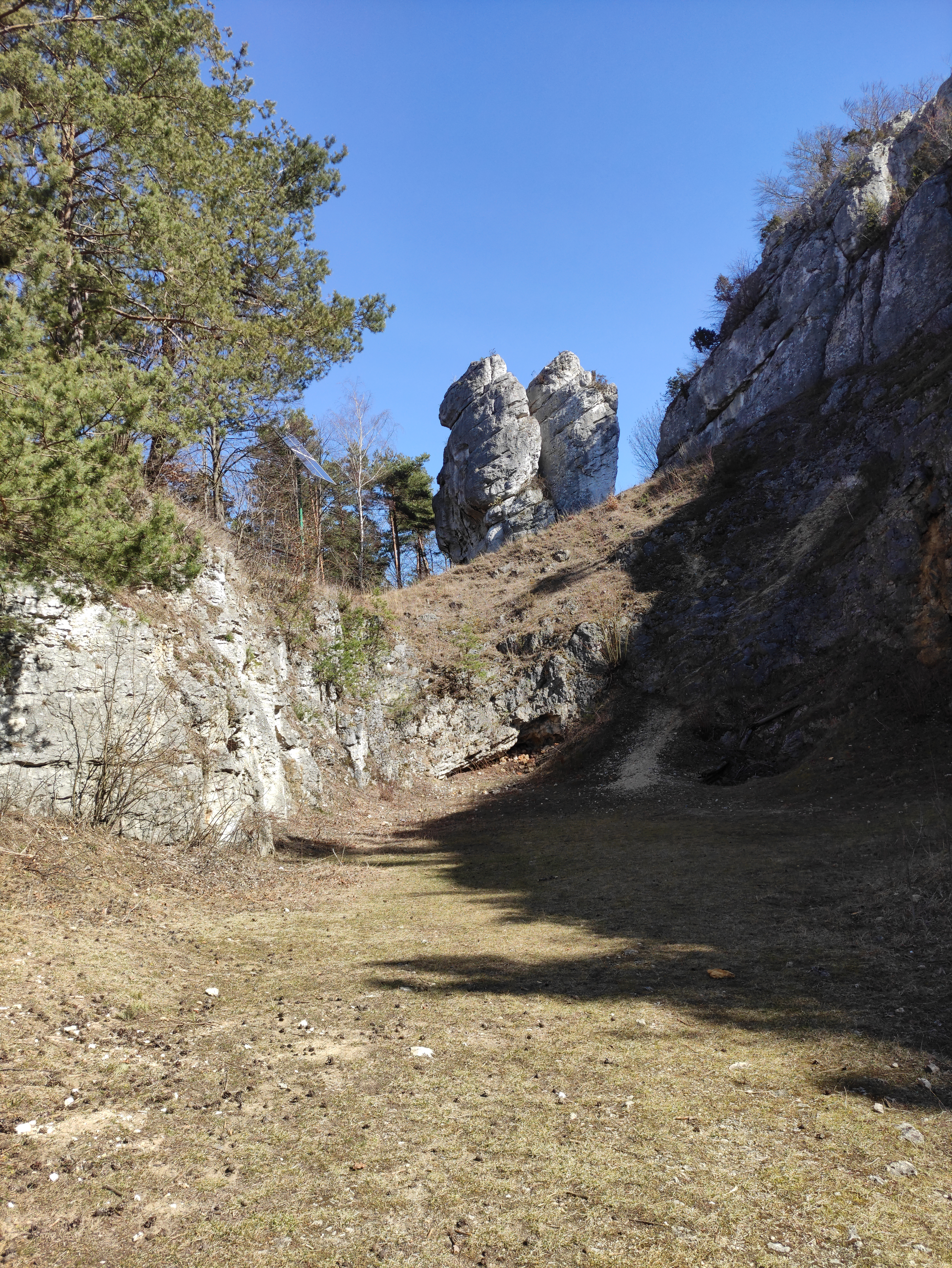
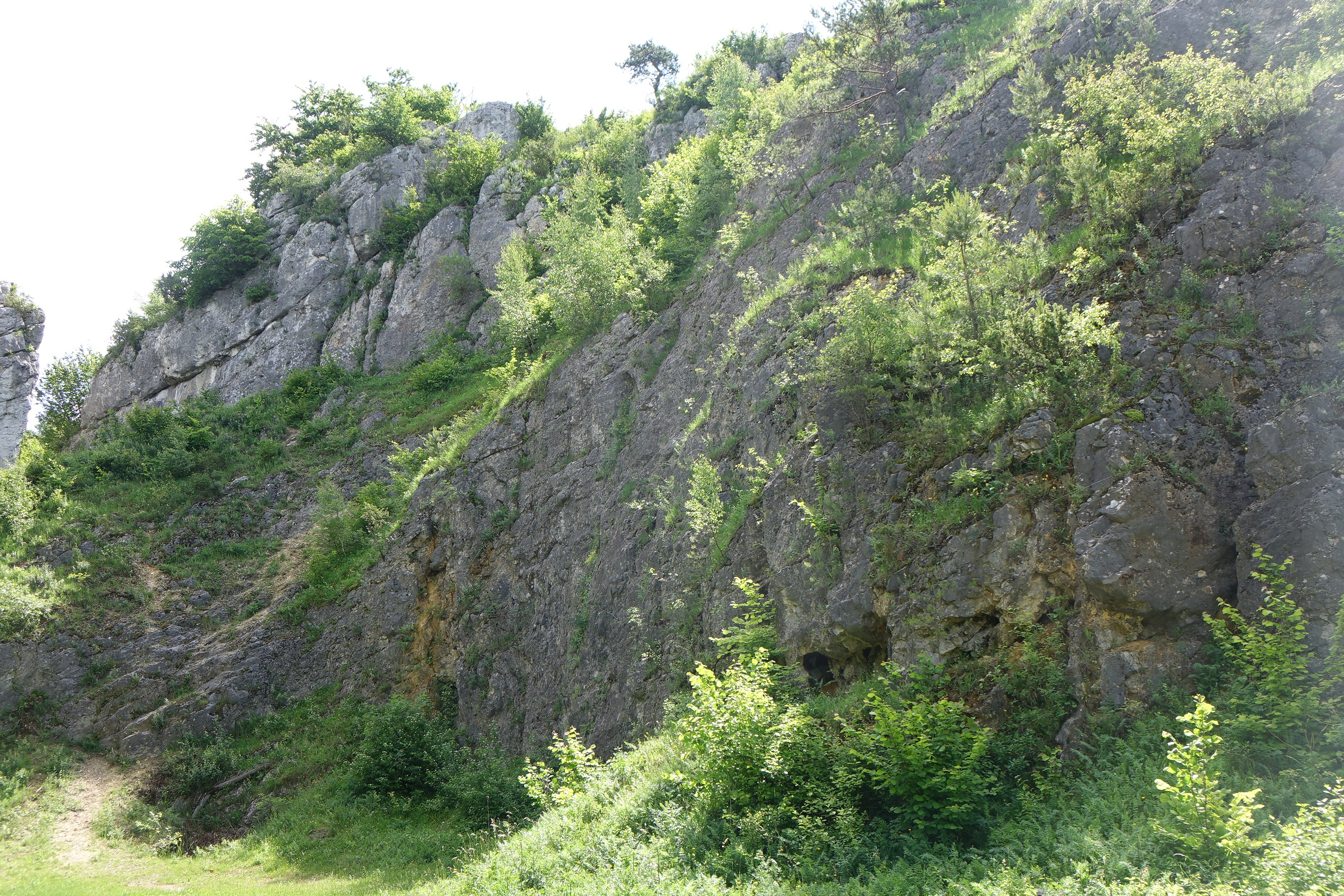
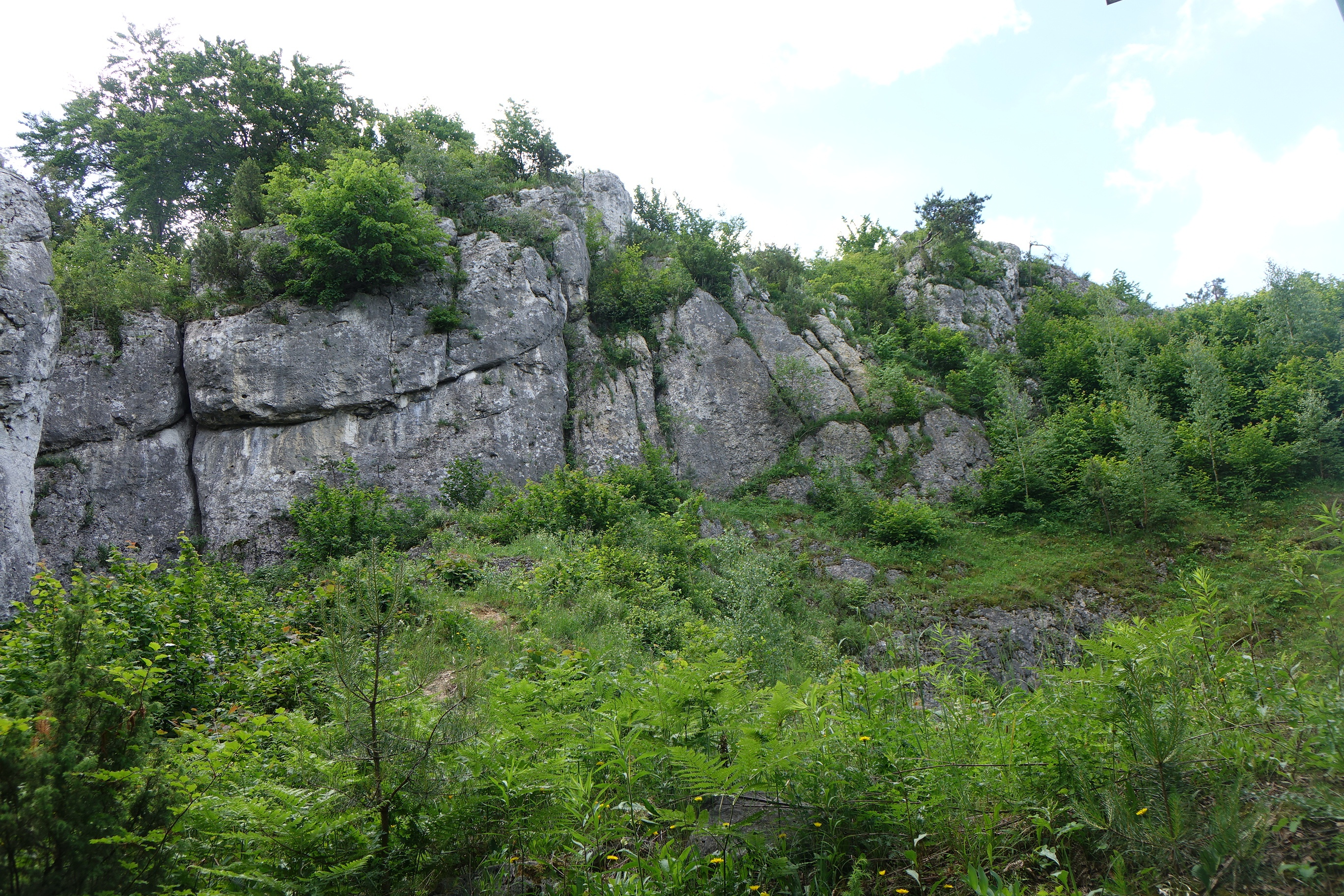
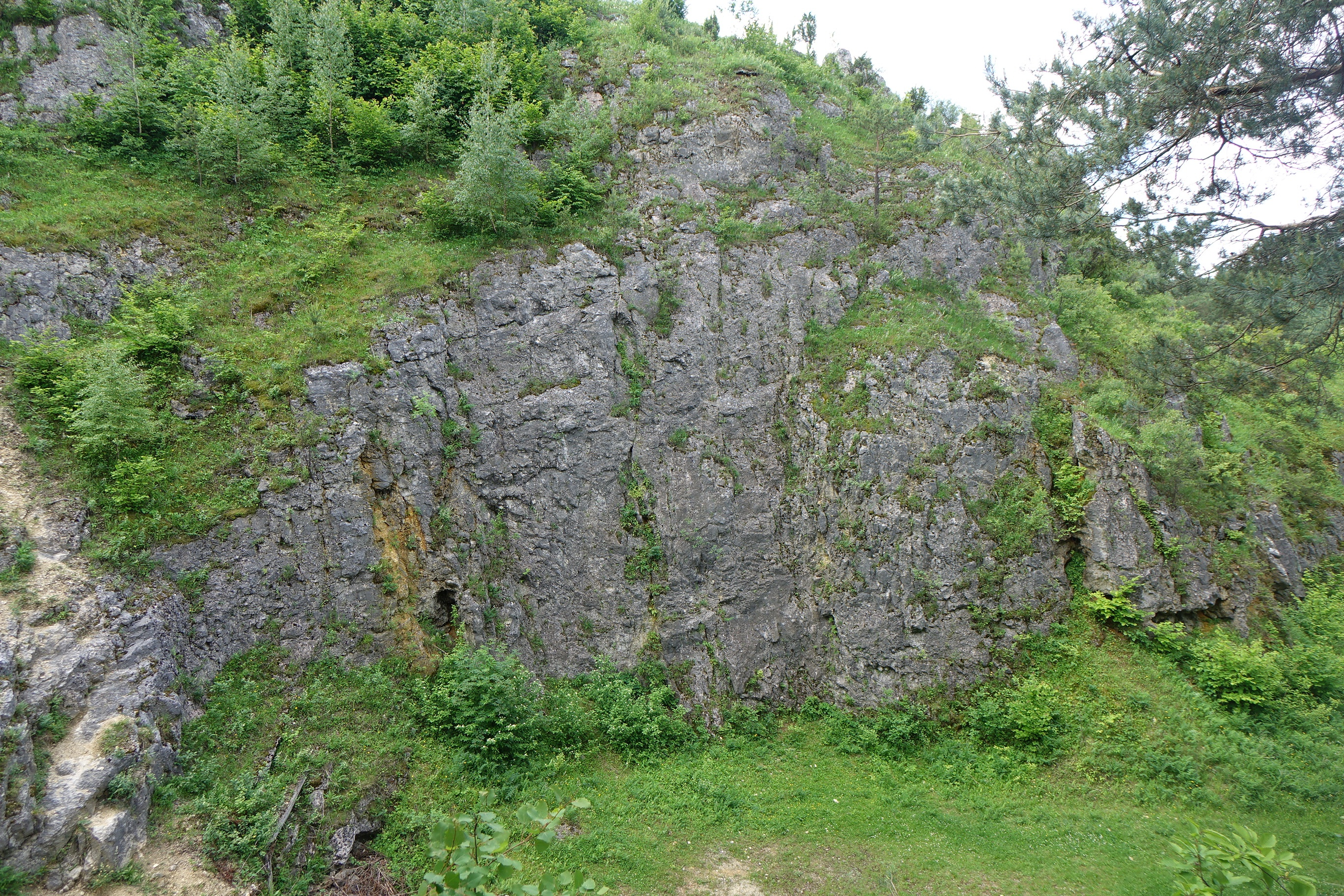